# ریتا (خواننده)
ریتا جهان‌فروز (به عبری: ריטה יהאן-פרוז) (زادهٔ ۲۴ مارس ۱۹۶۲،تهران،ایران پهلوی) با نام هنری ریتا (به عبری: ריטה) خواننده و هنرپیشهٔ ایرانی اسرائیلی است.
وی با آهنگ «آواز خواندن در خیابان های تهران» در مسابقه آواز یوروویژن ۱۹۹۰ نمایندهٔ اسرائیل بود. او در مسابقات یورو ویژن به مقام قهرمانی رسید و میزبانی مسابقات را در ۱۹۹۱ برای تل آویو به ارمغان آورد.

## زندگی
ریتا در ۲۴ مارس ۱۹۶۲ در تهران متولد شد و در سال ۱۹۷۰ بهمراه خانواده‌اش به اسرائیل مهاجرت کرد. والدین او یهودی ایرانی هستند.
وی را با نام ریتا کلینستاین نیز می‌شناسند، اگرچه از ۳ سپتامبر ۲۰۰۷ از رمی کلینستاین جدا شده‌است.
ریتا دختر عموی حنا جهان‌فروز دیگر خوانندهٔ ایرانی-اسرائیلی است. و خاله لیراز چرخی است.

## گرایش به فرهنگ و هنر ایران
ریتا از کودکی مجذوب صدای هایده شد و در دوران خوانندگی‌اش نیز بارها ترانه‌های هایده را به زبان پارسی در کنسرت‌هایش خواند.
ریتا در سال سال ۲۰۱۲ برای نخستین بار در فعالیت هایش، یک آلبوم به زبان پارسی با عنوان (به انگلیسی: My Joys) «شادی‌های من» با آهنگ سازی عامر پیامی اجرا کرد که همه ترانه‌های آن بازخوانی ترانه‌های عاشقانه ایرانی از دهه‌های ۱۹۵۰ تا ۱۹۷۰ بود. بسیاری از رسانه‌های جهانی به انتشار این آلبوم از سوی خواننده‌ای که اکنون شهروند اسرائیل است واکنش نشان دادند.

## کنسرت در سازمان ملل

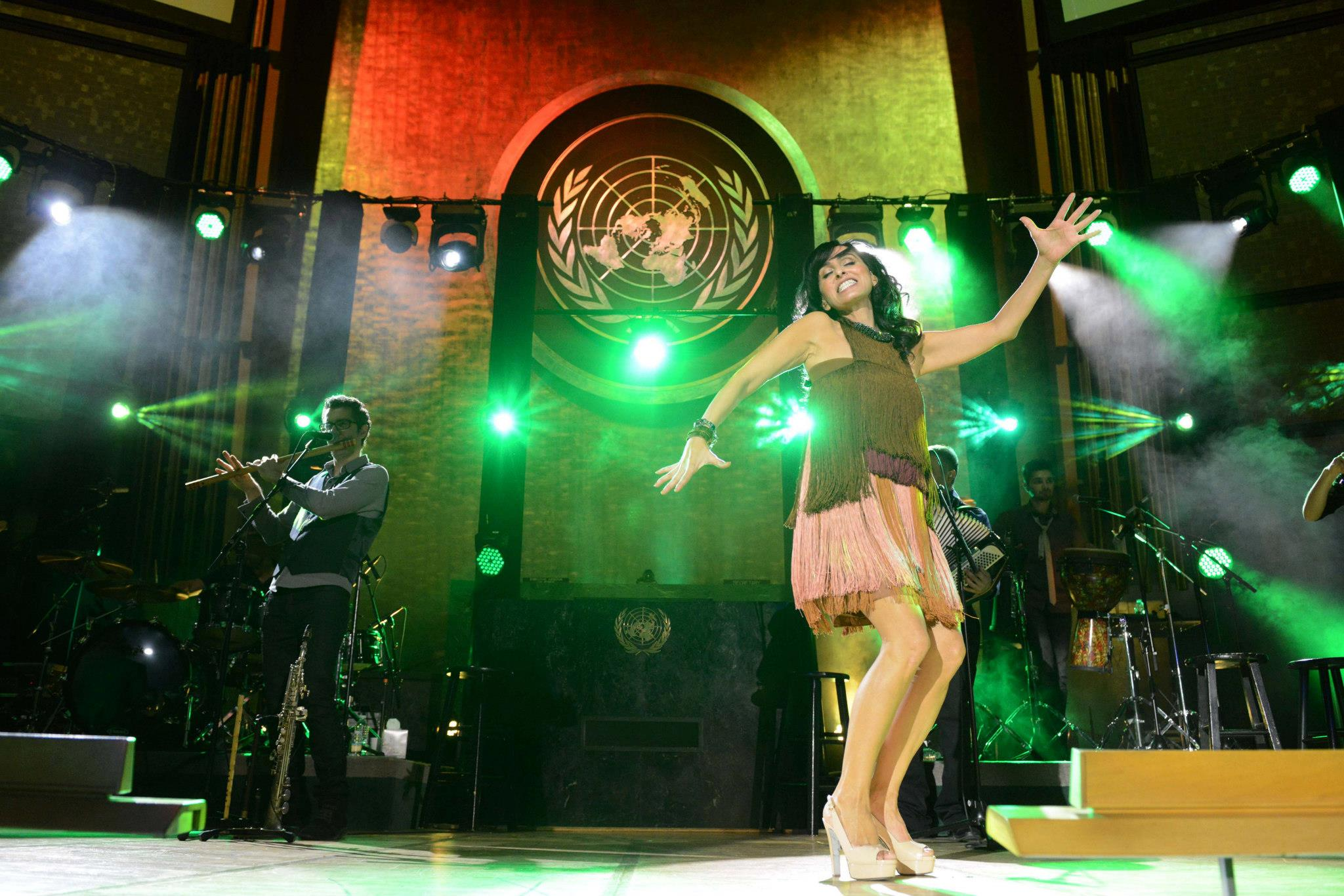
کنسرت ریتا در سازمان ملل، مارس ۲۰۱۳

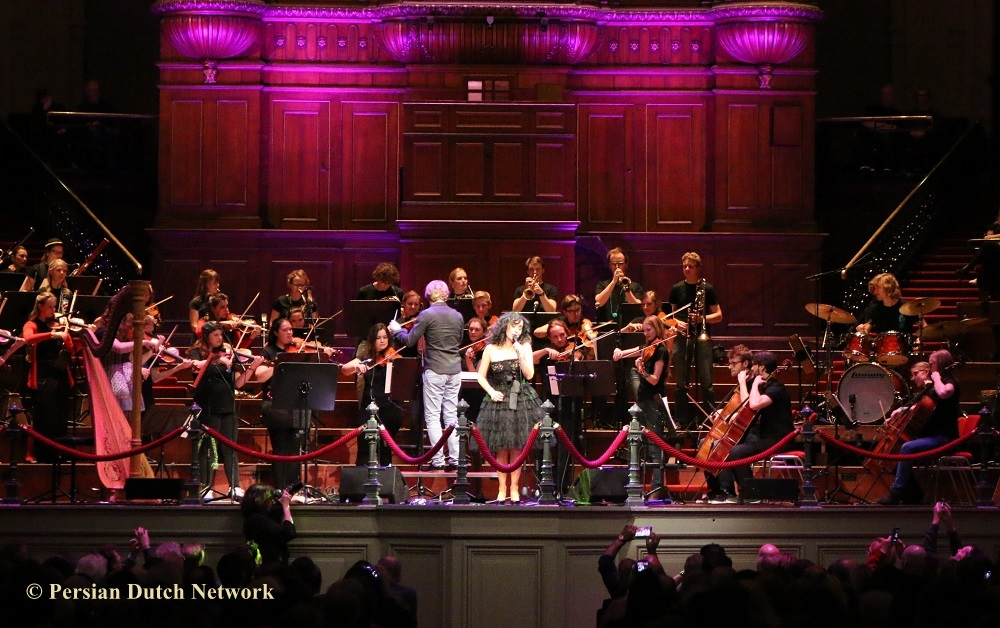
ریتا در کنسرت خباو آمستردام، فوریه ۲۰۱۶

ریتا به گفته خودش در تلاش است که چهره واقعی فرهنگ ایران را به دنیا و به ویژه مردم اسرائیل نشان دهد. او در برنامه‌هایی که برای ایجاد صلح مؤثر بوده فعالیت زیادی داشته‌است مانند کنسرتی در مارس ۲۰۱۳ در سازمان ملل. او در این کنسرت شعر "بنی آدم…" از سعدی را برای مردم خواند و ترانه‌ها را به سه زبان انگلیسی، عبری و پارسی اجرا کرد.

## ترانه شناسی
| سال  | آلبوم                | ترجمه          | امتیاز در اسرائیل |
| ---- | -------------------- | -------------- | ----------------- |
| 1986 | Rita                 |                | 4x پلاتینیوم      |
| 1987 | Breaking Those Walls |                | طلا               |
| 1988 | Yamey Ha-Tom         | روزهای بی‌گناهی | 5x طلا            |
| 1994 | Ahava Gdola          | یک عشق بزرگ    | 4x پلاتینیوم      |
| 1996 | Tahanot BaZman       | صحنه‌های زمان   | 2x پلاتینیوم      |
| 1999 | Tiftah Halon         | بازکردن پنجره  | 2x پلاتینیوم      |
| 2000 | Time for Peace       |                | طلا               |
| 2001 | Rita & Rami On Stage |                | 5x طلا            |
| 2003 | Hamtsan              | اکسیژن         | طلا               |
| 2007 | One Live             |                | طلا               |
| 2008 | Remazim              | راهنما         | پلاتینیوم         |
| 2012 | Ha'Smachot Shelly    | شادی‌های من     | طلا               |
| 2015 | Rita Osef            | ریتا:منتخب‌ها   |                   |

| جوایز و دستاوردها                        | جوایز و دستاوردها                          | جوایز و دستاوردها       |
| ---------------------------------------- | ------------------------------------------ | ----------------------- |
| پیشین: Gili & Galit with Derekh Hamelekh | Israel in the Eurovision Song Contest 1990 | پسین: Duo Datz with Kan |